# Västergötlands runinskrifter 8
Runinskrift Vg 8 är en runsten som står vid Hjälstads kyrka utanför tätorten Moholm i Töreboda kommun. 

## Stenen
Stenen ristades troligen i början på 1000-talet. Den hittades 1890 i kyrkans stenfot och restes på sin nuvarande plats 1937.
Materialet är granit och den kantigt huggna stenen har formen av ett rätblock. Höjden är 160 cm, bredden 75 cm och tjockleken 30 cm. Den är ristad på tre sidor och dess runhöjd är nio centimeter. Ornamentiken domineras av ett stort, kristet kors som täcker hela främre ytan och den inramande runormen kryper även ut på stenens båda kortsidor. Budskapet innehåller en vädjan om Guds hjälp. Den från runor översatta inskriften följer nedan:

## Inskriften
Runsvenska: kitikr × risti × stin × þena × eftiR × kimut × bruþur × sin × þen × kuþaa × kuþ albi ×
Nusvenska: "Geting (eller Göting) reste denna sten efter Germund, sin broder, en god man. Gud hjälpe."